# German Grand Prix 2018/1
Der German Grand Prix 2018/1 (GGP) war die erste Ausgabe eines Turniers, nach dem Neustart 2018, in der Billarddisziplin Karambolage-Dreiband und wurde vom 18.–20. Mai 2018 in Wedel ausgetragen.

## Kommentar
Nachdem seit 2012 kein German Grand Prix mehr ausgetragen wurde startet die DBU diese Turnierserie 2018 neu. Es werden drei Grands Prix gespielt. Dabei werden am Ende je nach Platzierung Punkte vergeben. Die drei Punktbesten nach drei Turnieren qualifizieren sich für Die Deutsche Meisterschaft 2018. Somit entfällt das Qualifikationsturnier das jährlich in Witten ausgetragen wurde.
Sieger des ersten German Grand-Prix 2018 wurde der Berliner Lukas Stamm. In der Partie im Halbfinale gegen Michael Puse erzielte er zwei Turnierrekorde. Überraschend ins Finale kam der Heilbronner Frank Sudar. Er gewann im Halbfinale gegen den höher eingeschätzten Berliner Cengiz Karaca. Eine sehr gute Leistung erzielte auch der Münchener Michael Puse.

## Vorrunde
Legende Ergebnisse:
Pkt. = Punkte
Ball = Bälle
Aufn. = Aufnahmen
GD = Generaldurchschnitt
BED = bester Einzeldurchschnitt
HS = Höchste Serie

Distanz:
Ball: 30
Aufnahmen: 40
Nachstoß: ja
- xx = Einzug in die Hauptrunde

| Name                             | Pkt. | Ball | Aufn. | GD    | BED   | HS |
| -------------------------------- | ---- | ---- | ----- | ----- | ----- | -- |
| Çengiz Karaça (BC International) | 4    | 31   | 18    | 1,722 | 1,764 | 9  |
| Manfred Meyer (BC Wedel)         | 2    | 36   | 57    | 0,631 | 0,625 | 4  |
| Dirk Berkel (Bfr. St. Arnual)    | 0    | 14   | 41    | 0,341 | -     | 3  |

| Name                             | Pkt. | Ball | Aufn. | GD    | BED   | HS |
| -------------------------------- | ---- | ---- | ----- | ----- | ----- | -- |
| Lukas Stamm (BA Berlin)          | 4    | 60   | 47    | 1,276 | 1,304 | 5  |
| Edmund Mevissen (SCB Langendamm) | 2    | 49   | 63    | 0,777 | 0,750 | 4  |
| Dietmar Skupin (BC Elversberg)   | 0    | 37   | 64    | 0,578 | –     | 3  |

| Name                              | Pkt. | Ball | Aufn. | GD    | BED   | HS |
| --------------------------------- | ---- | ---- | ----- | ----- | ----- | -- |
| Michael Puse (BC München)         | 4    | 60   | 54    | 1,111 | 1,578 | 6  |
| Ikrami Attalla (BC International) | 2    | 38   | 55    | 0,690 | 0,833 | 4  |
| Peter Ehrhardt (CV Kassel)        | 0    | 35   | 71    | 0,493 | –     | 5  |

| Name                                  | Pkt. | Ball | Aufn. | GD    | BED   | HS |
| ------------------------------------- | ---- | ---- | ----- | ----- | ----- | -- |
| Hakan Celik (BA Berlin)               | 4    | 60   | 59    | 1,016 | 1,153 | 4  |
| Holger Scharmentke-Haak (BC GT Buer)  | 2    | 47   | 73    | 0,643 | 0,650 | 5  |
| Axel Büscher (Bergisch-Gladbacher BC) | 0    | 45   | 66    | 0,681 | –     | 6  |

| Name                          | Pkt. | Ball | Aufn. | GD    | BED   | HS |
| ----------------------------- | ---- | ---- | ----- | ----- | ----- | -- |
| Frank Sudar (TSG Heilbronn)   | 2    | 51   | 74    | 0,689 | 0,882 | 5  |
| Dieter Kiefer (BSV Dillingen) | 2    | 46   | 74    | 0,621 | 0,625 | 5  |
| Ulrich Kneip (BSG Duisburg)   | 2    | 46   | 80    | 0,575 | 0,625 | 3  |

| Name                             | Pkt. | Ball | Aufn. | GD    | BED   | HS |
| -------------------------------- | ---- | ---- | ----- | ----- | ----- | -- |
| Thomas Kerl (CV Kassel)          | 4    | 53   | 75    | 0,706 | 0,857 | 5  |
| Karsten Witte (BC International) | 2    | 56   | 55    | 1,018 | 1,500 | 5  |
| Dieter Ernst (BC GT Buer)        | 0    | 18   | 60    | 0,300 | –     | 4  |

| Name                            | Pkt. | Ball | Aufn. | GD    | BED   | HS |
| ------------------------------- | ---- | ---- | ----- | ----- | ----- | -- |
| Martin Smrcka (BC Wedel)        | 4    | 55   | 75    | 0,733 | 0,857 | 4  |
| Tobias Bouerdick (Bottroper BA) | 2    | 59   | 72    | 0,819 | 0,810 | 6  |
| Hamed Mohssen (CV Kassel)       | 0    | 36   | 77    | 0,467 | –     | 3  |

| Name                            | Pkt. | Ball | Aufn. | GD    | BED   | HS |
| ------------------------------- | ---- | ---- | ----- | ----- | ----- | -- |
| Dirk Rosteck (BF Hoster-Eck)    | 4    | 58   | 79    | 0,734 | 0,769 | 6  |
| Thomas Neumann (BSV Langenfeld) | 2    | 53   | 70    | 0,757 | 1,000 | 7  |
| Frank Spruzina (VfV Hildesheim) | 0    | 37   | 69    | 0,536 | -     | 5  |

Quelle: 

## Hauptrunde
Legende Ergebnisse:
Pkt. = Punkte
Ball = Bälle
Aufn. = Aufnahmen
GD = Generaldurchschnitt
BED = bester Einzeldurchschnitt
HS = Höchste Serie

Distanz:
Ball: 30
Aufnahmen: 40
Nachstoß: nein
|  | Viertelfinale Spiel bis 30 Punkte | Viertelfinale Spiel bis 30 Punkte | Viertelfinale Spiel bis 30 Punkte | Viertelfinale Spiel bis 30 Punkte | Viertelfinale Spiel bis 30 Punkte | Viertelfinale Spiel bis 30 Punkte |              |               | Halbfinale Spiel bis 30 Punkte | Halbfinale Spiel bis 30 Punkte | Halbfinale Spiel bis 30 Punkte | Halbfinale Spiel bis 30 Punkte | Halbfinale Spiel bis 30 Punkte | Halbfinale Spiel bis 30 Punkte |      |       | Finale Spiel bis 30 Punkte | Finale Spiel bis 30 Punkte | Finale Spiel bis 30 Punkte | Finale Spiel bis 30 Punkte | Finale Spiel bis 30 Punkte | Finale Spiel bis 30 Punkte |
|  |                                   |                                   |                                   |                                   |                                   |                                   |              |               |                                |                                |                                |                                |                                |                                |      |       |                            |                            |                            |                            |                            |                            |
|  |                                   | MP                                | Pkt.                              | Aufn.                             | ED                                | HS                                |              |               |                                |                                |                                |                                |                                |                                |      |       |                            |                            |                            |                            |                            |                            |
|  |                                   | MP                                | Pkt.                              | Aufn.                             | ED                                | HS                                |              |               |                                |                                |                                |                                |                                |                                |      |       |                            |                            |                            |                            |                            |                            |
|  | Hakan Celik                       | 0                                 | 19                                | 32                                | 0,593                             | 3                                 |              |               |                                |                                |                                |                                |                                |                                |      |       |                            |                            |                            |                            |                            |                            |
|  | Hakan Celik                       | 0                                 | 19                                | 32                                | 0,593                             | 3                                 |              | MP            | Pkt.                           | Aufn.                          | ED                             | HS                             |                                |                                |      |       |                            |                            |                            |                            |                            |                            |
|  | Frank Sudar                       | 2                                 | 30                                | 32                                | 0,937                             | 5                                 |              | MP            | Pkt.                           | Aufn.                          | ED                             | HS                             |                                |                                |      |       |                            |                            |                            |                            |                            |                            |
|  | Frank Sudar                       | 2                                 | 30                                | 32                                | 0,937                             | 5                                 | Frank Sudar  | 2             | 30                             | 27                             | 1,111                          | 6                              |                                |                                |      |       |                            |                            |                            |                            |                            |                            |
|  |                                   | MP                                | Pkt.                              | Aufn.                             | ED                                | HS                                | Frank Sudar  | 2             | 30                             | 27                             | 1,111                          | 6                              |                                |                                |      |       |                            |                            |                            |                            |                            |                            |
|  |                                   | MP                                | Pkt.                              | Aufn.                             | ED                                | HS                                |              | Çengiz Karaça | 0                              | 28                             | 27                             | 1,037                          | 3                              |                                |      |       |                            |                            |                            |                            |                            |                            |
|  | Çengiz Karaça                     | 2                                 | 30                                | 24                                | 1,250                             | 3                                 |              | Çengiz Karaça | 0                              | 28                             | 27                             | 1,037                          | 3                              |                                |      |       |                            |                            |                            |                            |                            |                            |
|  | Çengiz Karaça                     | 2                                 | 30                                | 24                                | 1,250                             | 3                                 |              |               |                                |                                |                                |                                |                                | MP                             | Pkt. | Aufn. | ED                         | HS                         |                            |                            |                            |                            |
|  | Dirk Rosteck                      | 0                                 | 19                                | 24                                | 0,791                             | 3                                 |              |               |                                |                                |                                |                                |                                | MP                             | Pkt. | Aufn. | ED                         | HS                         |                            |                            |                            |                            |
|  | Dirk Rosteck                      | 0                                 | 19                                | 24                                | 0,791                             | 3                                 | Frank Sudar  | 0             | 26                             | 28                             | 0,928                          | 8                              |                                |                                |      |       |                            |                            |                            |                            |                            |                            |
|  |                                   | MP                                | Pkt.                              | Aufn.                             | ED                                | HS                                | Frank Sudar  | 0             | 26                             | 28                             | 0,928                          | 8                              |                                |                                |      |       |                            |                            |                            |                            |                            |                            |
|  |                                   | MP                                | Pkt.                              | Aufn.                             | ED                                | HS                                |              | Lukas Stamm   | 2                              | 30                             | 29                             | 1,034                          | 6                              |                                |      |       |                            |                            |                            |                            |                            |                            |
|  | Michael Puse                      | 2                                 | 30                                | 16                                | 1,875                             | 9                                 |              | Lukas Stamm   | 2                              | 30                             | 29                             | 1,034                          | 6                              |                                |      |       |                            |                            |                            |                            |                            |                            |
|  | Michael Puse                      | 2                                 | 30                                | 16                                | 1,875                             | 9                                 |              | MP            | Pkt.                           | Aufn.                          | ED                             | HS                             |                                |                                |      |       |                            |                            |                            |                            |                            |                            |
|  | Thomas Kerl                       | 0                                 | 11                                | 15                                | 0,733                             | 3                                 |              | MP            | Pkt.                           | Aufn.                          | ED                             | HS                             |                                |                                |      |       |                            |                            |                            |                            |                            |                            |
|  | Thomas Kerl                       | 0                                 | 11                                | 15                                | 0,733                             | 3                                 | Michael Puse | 0             | 10                             | 9                              | 1,111                          | 6                              |                                |                                |      |       |                            |                            |                            |                            |                            |                            |
|  |                                   | MP                                | Pkt.                              | Aufn.                             | ED                                | HS                                | Michael Puse | 0             | 10                             | 9                              | 1,111                          | 6                              |                                |                                |      |       |                            |                            |                            |                            |                            |                            |
|  |                                   | MP                                | Pkt.                              | Aufn.                             | ED                                | HS                                |              | Lukas Stamm   | 2                              | 30                             | 10                             | 3,000                          | 15                             |                                |      |       |                            |                            |                            |                            |                            |                            |
|  | Lukas Stamm                       | 2                                 | 30                                | 22                                | 1,363                             | 7                                 |              | Lukas Stamm   | 2                              | 30                             | 10                             | 3,000                          | 15                             |                                |      |       |                            |                            |                            |                            |                            |                            |
|  | Lukas Stamm                       | 2                                 | 30                                | 22                                | 1,363                             | 7                                 |              |               |                                |                                |                                |                                |                                |                                |      |       |                            |                            |                            |                            |                            |                            |
|  | Martin Smrcka                     | 0                                 | 16                                | 21                                | 0,761                             | 3                                 |              |               |                                |                                |                                |                                |                                |                                |      |       |                            |                            |                            |                            |                            |                            |
|  | Martin Smrcka                     | 0                                 | 16                                | 21                                | 0,761                             | 3                                 |              |               |                                |                                |                                |                                |                                |                                |      |       |                            |                            |                            |                            |                            |                            |

Quelle: 

## Abschlusstabelle nach der Hauptrunde
| MP    | Match Points (Sieger = 2; Unentschieden = 1; Verlierer = 0) |
| Pkte. | Erzielte Karambolagen                                       |
| Aufn. | Benötigte Versuche                                          |
| GD    | Generaldurchschnitt                                         |
| BED   | Bester Einzeldurchschnitt eines Spielers                    |
| HS    | Höchstserie                                                 |
|       | Bester GD des Turniers                                      |
|       | Bester ED des Turniers                                      |
|       | Beste HS des Turniers                                       |
|       | 1. Platz (Gold)                                             |
|       | 2. Platz (Silber)                                           |
|       | 3. Platz (Bronze)                                           |

| Endklassement   | Endklassement | Endklassement | Endklassement | Endklassement | Endklassement | Endklassement | Endklassement | Endklassement |
| Phase           | Platz         | Name          | MP            | Pkt.          | Aufn.         | GD            | BED           | HS            |
| --------------- | ------------- | ------------- | ------------- | ------------- | ------------- | ------------- | ------------- | ------------- |
| Finale          | 1             | Lukas Stamm   | 10            | 150           | 108           | 1,388         | 3,000         | 15            |
| Finale          | 2             | Frank Sudar   | 6             | 137           | 161           | 0,850         | 1,111         | 8             |
| Halb- finale    | 3             | Çengiz Karaça | 6             | 89            | 69            | 1,289         | 1,764         | 9             |
| Halb- finale    | 3             | Michael Puse  | 6             | 100           | 79            | 1,265         | 1,875         | 9             |
| Viertel- finale | 5             | Hakan Celik   | 4             | 79            | 91            | 0,868         | 1,153         | 4             |
| Viertel- finale | 6             | Dirk Rosteck  | 4             | 77            | 103           | 0,747         | 0,769         | 6             |
| Viertel- finale | 7             | Martin Smrcka | 4             | 71            | 96            | 0,739         | 0,857         | 4             |
| Viertel- finale | 8             | Thomas Kerl   | 4             | 64            | 90            | 0,711         | 0,857         | 5             |